# 庫沙達瑟

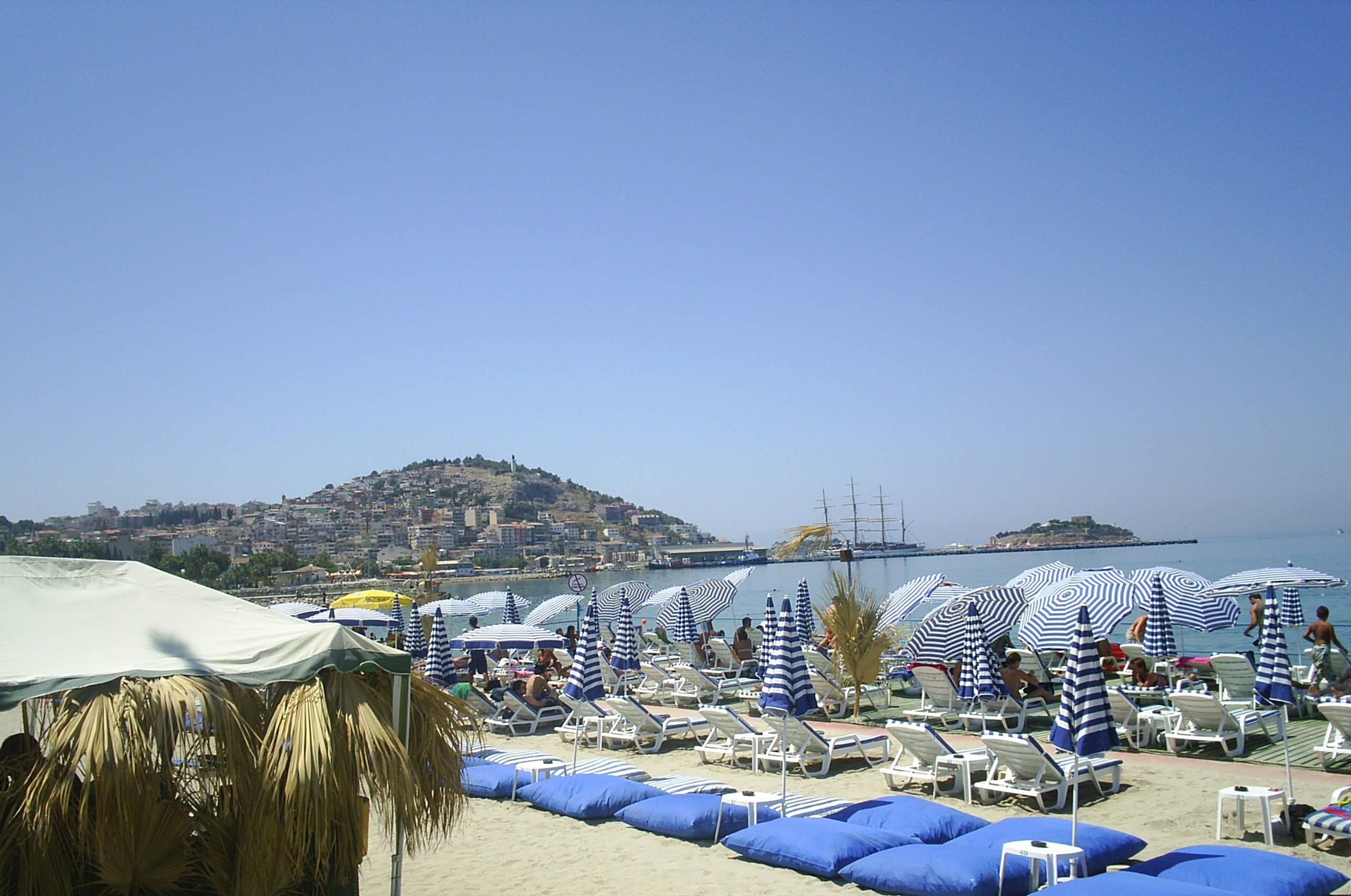

庫沙達瑟（又译库萨达斯）是土耳其的城鎮，由艾登省負責管轄，位於該國西部愛琴海沿岸，距離首府艾登71公里，面積264平方公里，海拔高度11米，2010年人口64,359。
37°51′36″N 27°15′36″E / 37.860°N 27.260°E